# Franciscus van Maldeghem

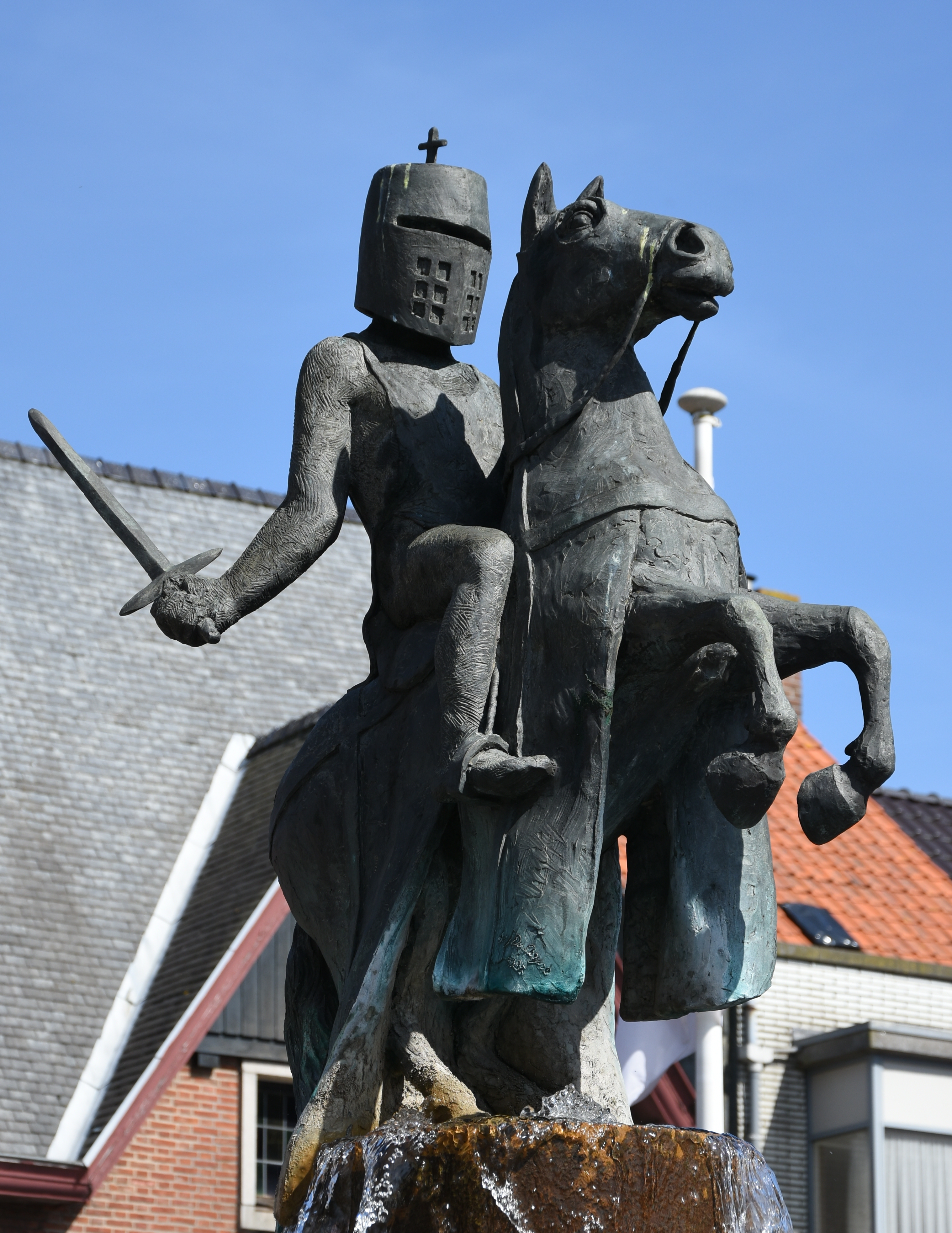
Het standbeeld van zijn zoon Salomon van Maldeghem op de markt te Maldegem

Franciscus van Maldeghem (ca. 1180 - Brugge, 10 juli 1240) was proost van Sint-Donaas in Brugge en kanselier van Vlaanderen.

## Levensloop
Van Maldeghem was de derde zoon van Diederik van Maldeghem. Hij was kanunnik van Sint-Donaas en werd tot proost aangesteld in 1232, onder gravin Johanna van Vlaanderen (1194-1244). Onder zijn proostschap en waarschijnlijk op zijn aansporing werden door gravin Johanna de plichten en prerogatieven van de kanselier van Vlaanderen duidelijker omschreven.
Hij was pas een jaar proost toen de echtgenoot van Johanna, Ferrand van Portugal (1188-1233) overleed. Samen met andere hoogwaardigheidsbekleders trok Maldeghem in juni 1235 naar Compiègne om er in naam van de gravin de huwelijksbelofte te bevestigen tussen haar dochter Maria (die toen pas twee jaar oud was en in 1237 al overleed) en Robert I van Artesië (1216-1250), broer van koning Lodewijk IX.
In 1236 ondertekende Maldeghem, samen met Robrecht van Bethune en andere prominenten, een charter waarbij ze zich verplichtten het Vrede van Péronne, dat tussen de koning en graaf Boudewijn IX in 1200 was afgesloten, na te leven.
In 1238 deed Van Maldeghem een gift aan het hospitaal van de Bijloke in Gent, waarvoor hij zekerheid verstrekte op de parochies van Maldegem en Zomergem die hem, bij erfenis, toebehoorden.
Het obiit van Franciscus van Maldeghem werd in de abdij Ten Eeckhoutte opgehangen, zodat het waarschijnlijk is dat hij daar werd begraven.

## Familie
Franciscus behoorde tot de adellijke familie Van Maldeghem, van wie heel wat leden een rol speelden in het graafschap Vlaanderen. De oudst bekende was Salomon van Maldeghem, kastelein van Maldegem, die in 1096 aan de Eerste Kruistocht deelnam, onder de leiding van graaf Robrecht II. Zijn standbeeld versiert de markt van Maldegem. Zijn zoon Robert van Maldeghem nam deel aan de Slag bij Grimbergen (1147) en zijn kleinzoon Hugues trok op kruistocht onder graaf Boudewijn IX.
Diederik van Maldeghem noemde zich schouteet van Maldegem. Hij stierf in 1205. Zijn oudste zoon, Filips van Maldeghem, trouwde met Maria van Henegouwen in 1207 en ze hadden vijf kinderen. Hij werd in 1214 gevangengenomen tijdens de Slag bij Bouvines en deelde de langdurige gevangenschap met graaf Ferrand van Portugal. Toen hij in 1223 stierf stichtte zijn broer Franciscus een jaargetijde ter zijner nagedachtenis in Sint Donaas.
Onder de afstammelingen van Maldeghem bevonden er zich heel wat die een voorname functie uitoefenden in de stad Brugge en het Brugse Vrije of aan hertogelijke of keizerlijke hoven. Velen onder hen werden begraven in het familiemausoleum dat zich bevond in de heilige Philippuskapel (ook 'Maldeghems capelle' genoemd) in de Predikherenkerk in Brugge. Een van hen was Filips van Maldeghem (1547-1611), een humanist die onder meer Petrarca vertaalde in het Frans en die verbonden was aan het hof van hertog Maximiliaan van Beieren.
Een van de laatste telgen in de Zuidelijke Nederlanden was Karel Leopold, graaf van Maldeghem (Münster 1797 - Igling 1877). Hij was een zoon van het echtpaar Joseph van Maldeghem (Brussel 1754-1809) en Anne d'Argenteau (Brussel 1764 - Münster 1801) dat tijdens de revolutiejaren naar Duitsland emigreerde. In tegenstelling tot zijn twee zussen die in België trouwden, respectievelijk met markies Georges de Trazegnies en graaf Charles de Lalaing, bleef hij in Duitsland en trouwde met gravin Maria Waldburg zu Zeil und Wurzach (1800-1856) en ze hadden 13 kinderen tussen 1824 en 1842. Hij werd opgenomen in de Oostenrijkse adel in 1799 en in de Beierse adel in 1820. Het gezin burgerde zich in Duitsland in en Karl Van Maldeghem vroeg geen heropname in de adelstand onder het Verenigd Koninkrijk der Nederlanden, noch onder het Koninkrijk België. De kinderen behoorden voortaan tot de Duitse adel en er zijn nakomelingen tot op vandaag, onder de naam von Maldeghem.

## Mogelijke verwantschap
Een andere tak, aldus Gailliard, betreft die van Justin van Maldeghem (Lotenhulle 1773 - Wingene 1830), onderwijzer te Dentergem. Zijn echtgenote Marie-Colette Pypaert (Vinkt 1768 - Brussel 1850) was de nakomelinge van minstens drie generaties veldwachters en kerkbaljuws. Hun zonen trokken naar Wetteren en waren er actief in de Burgerwacht, onder meer tijdens de Belgische Revolutie van 1830. Vanaf 1835 vestigden zij zich in Brussel. In 1859 verkregen ze adelserkenning. Het betreft de componisten Robert Julien Van Maldeghem (Dentergem 1806 - Elsene 1893) en Etienne Evarist Van Maldeghem (Dentergem 1808 - Elsene 1875) en kunstschilder Romaan Eugeen Van Maldeghem (Dentergem 1813 - Elsene 1867) die gedurende korte tijd directeur was van de Kunstacademie in Brugge. Hun oudste broer, de kunstschilder Jan-Baptist van Maldeghem (Dentergem 1793 - Brussel 1841), overleed enkele jaren nadat zij naar Brussel waren getrokken en voor ze de adelserkenning bekwamen. Geen van hen had nakomelingen.